# Jagerberg
Jagerberg  är en ort och  kommun i distriktet Südoststeiermark i förbundslandet Steiermark i Österrike.
Kommunen består av tio orter (Ortschaften) (inom parentes invånarantal 1 januari 2024):

- Grasdorf (197)
- Hamet (109)
- Jagerberg (368)
- Jahrbach (83)
- Lugitsch (181)
- Oberzirknitz (131)
- Pöllau (86)
- Ungerdorf (116)
- Unterzirknitz (101)
- Wetzelsdorf bei Jagerberg (239)